# Jamie Staff
Jamie Staff, född den 20 april 1973 i Ashford, Storbritannien, är en brittisk tävlingscyklist som tog guld i lagsprint i bancykling vid olympiska sommarspelen 2008 i Peking. 